# Episodi di Masked Rider: il cavaliere mascherato
La prima ed unica stagione della serie televisiva Masked Rider: il cavaliere mascherato è stata trasmessa negli Stati Uniti dal 16 settembre 1995 al 20 novembre 1996 sul canale Fox Kids.
| nº | Titolo originale             | Titolo italiano                      | Prima TV USA      | Prima TV Italia   |
| -- | ---------------------------- | ------------------------------------ | ----------------- | ----------------- |
| 1  | Escape from Edenoi (part 1)  | Fuga da Edenoi (parte 1)             | 16 settembre 1995 | 23 settembre 1996 |
| 2  | Escape from Edenoi (part 2)  | Fuga da Edenoi (parte 2)             | 16 settembre 1995 |                   |
| 3  | License to Thrill            |                                      | 23 settembre 1995 |                   |
| 4  | Pet Nappers                  |                                      | 30 settembre 1995 |                   |
| 5  | Bugs on the Loose            |                                      | 7 ottobre 1995    |                   |
| 6  | Arcade Ace                   |                                      | 14 ottobre 1995   |                   |
| 7  | Super Gold (part 1)          |                                      | 28 ottobre 1995   |                   |
| 8  | Super Gold (part 2)          |                                      | 4 novembre 1995   |                   |
| 9  | The Grandma Factor           |                                      | 11 novembre 1995  |                   |
| 10 | Something's Trashy           |                                      | 18 novembre 1995  |                   |
| 11 | Water Water Everywhere       | Acqua ovunque acqua!                 | 25 novembre 1995  |                   |
| 12 | Ferbus's First Christmas     | Il primo Natale di Ferbus            | 12 dicembre 1995  |                   |
| 13 | Stranger from the North      |                                      | 27 gennaio 1996   |                   |
| 14 | Dance Crazy                  | La gara di ballo                     | 3 febbraio 1996   |                   |
| 15 | The Green-eyed monster       | La cattura di Masked Rider           | 10 febbraio 1996  |                   |
| 16 | The Heats is on              |                                      | 17 febbraio 1996  |                   |
| 17 | Know your neighbour          | Conosci il tuo vicino                | 24 febbraio 1996  |                   |
| 18 | The Dash                     |                                      | 24 febbraio 1996  |                   |
| 19 | Battle of the bands          | Battaglia fra Band                   | 27 aprile 1996    |                   |
| 20 | Ferbus Maximus               | Il gigante Ferbus                    | 4 maggio 1996     |                   |
| 21 | Unmasked Rider               |                                      | 15 giugno 1996    |                   |
| 22 | Ferbus's day out             |                                      | 22 giugno 1996    |                   |
| 23 | Jobless                      | In cerca di lavoro                   | 29 giugno 1996    |                   |
| 24 | Back to nature               | Tutti in campeggio                   | 6 luglio 1996     |                   |
| 25 | Testing 1, 2, 3              | Il caso Dex                          | 13 luglio 1996    |                   |
| 26 | Showdown at Leawood High     | Lotta e amicizia                     | 20 luglio 1996    |                   |
| 27 | Power Out                    | Crisi di poteri                      | 27 luglio 1996    |                   |
| 28 | Saturday morning invasion    | L'invasione degli alieni             | 9 settembre 1996  |                   |
| 29 | Passenger Ferbus             | Ferbus ai comandi                    | 10 settembre 1996 |                   |
| 30 | Mixed doubles                | I cloni                              | 11 settembre 1996 |                   |
| 31 | Million Dollar Ferbus        | Cinque milioni di dollari per Ferbus | 16 settembre 1996 |                   |
| 32 | Ectophas Albee               | Albee attivato                       | 17 settembre 1996 |                   |
| 33 | Race against time            | Corse e motori                       | 26 settembre 1996 |                   |
| 34 | Cat Atomic                   |                                      | 14 ottobre 1996   |                   |
| 35 | Indigestion                  |                                      | 21 ottobre 1996   |                   |
| 36 | Dex at bat                   | Albee e il pipistrello               | 31 ottobre 1996   |                   |
| 37 | The invasion of Leawood      |                                      | 4 novembre 1996   |                   |
| 38 | The eye of Edenoi            |                                      | 5 novembre 1996   |                   |
| 39 | Exit Nefaria, Enter Barbaria |                                      | 18 novembre 1996  |                   |
| 40 | Detention                    |                                      | 20 novembre 1996  |                   |